# Priverno
Priverno ist eine Stadt in der Provinz Latina in der italienischen Region Latium mit 13.775 Einwohnern (Stand 31. Dezember 2023). Sie liegt 90 km südöstlich von Rom und 29 km östlich von Frosinone.

## Geographie
Priverno liegt auf dem Höhenrücken des Monte Saiano, einem Ausläufer der Monti Lepini oberhalb der Pontinischen Ebene. Es ist Sitz der Comunità Montana Monti Lepini e Ausoni.
Die Nachbargemeinden sind im Uhrzeigersinn Roccagorga, Maenza und Prossedi im Norden, Roccasecca und Sonnino im Osten, Pontinia im Süden und Sezze im Westen.
Mit der Station Priverno-Fossanova liegt die Gemeinde an der Bahnstrecke Rom–Formia–Neapel.

## Geschichte
Das antike Privernum war einer der Hauptorte der Volsker. Es wurde von den Römern im Jahre 329 v. Chr. durch Lucius Aemilius Mamercinus Privernas unterworfen und zur Civitas Sine Suffragio erklärt. Mit dem Anschluss an die Via Appia begann die Blütezeit der Stadt. Auch nach dem Ende des Weströmischen Reichs und dem Verfall der Via Appia blieb Privernum noch ein wichtiger Handelsplatz. Erst im 9. Jahrhundert wurde es vermutlich von Sarazenen zerstört. Die Bevölkerung siedelte sich daraufhin auf dem leichter zu verteidigenden Colle Rosso, dem Platz der heutigen Altstadt, an. Die Siedlung bekam den Namen Piperno. Ab dem Mittelalter gehörte die Stadt zum Kirchenstaat. Dabei kam sie jedoch nie unter die Herrschaft einer der römischen Adelsfamilien, sondern behielt ihre Autonomie als Stadt.
Vom achten Jahrhundert bis 1217 war die Stadt Bischofssitz, bis das Bistum mit dem von Terracina vereint wurde. Heute nennt es sich Bistum Latina-Terracina-Sezze-Priverno.
1927 wurde Piperno wieder in Priverno umbenannt.

## Bevölkerungsentwicklung
| Jahr      | 1881  | 1901  | 1921  | 1936  | 1951   | 1971   | 1991   | 2001   |
| Einwohner | 5.336 | 6.717 | 7.563 | 9.827 | 11.771 | 11.746 | 13.289 | 13.133 |

Quelle: ISTAT

## Politik

### Bürgermeister und Gemeinderat
Anna Maria Bilancia (Bürgerliste) wurde im Juni 2016 zur Bürgermeisterin gewählt und im Oktober 2021 im Amt bestätigt.

### Partnergemeinden
Priverno unterhält seit März 2008 eine Partnerschaft zu der deutschen Gemeinde Wallenhorst in Deutschland. Weitere Partnerschaften bestehen mit Bruck an der Leitha in Niederösterreich, mit Bridgwater in der britischen Grafschaft Somerset, mit der französischen Gemeinde Tullins im Département Isère, mit Rača in der Slowakei, mit den slowenischen Gemeinden Brda und Kanal ob Soči sowie mit den Gemeinden Břeclav, Nový Bor und Uherské Hradiště in Tschechien.

## Kultur und Sehenswürdigkeiten

### Sehenswürdigkeiten
Die gut erhaltene mittelalterliche Altstadt liegt in aussichtsreicher Lage über dem Tal des Amaseno.

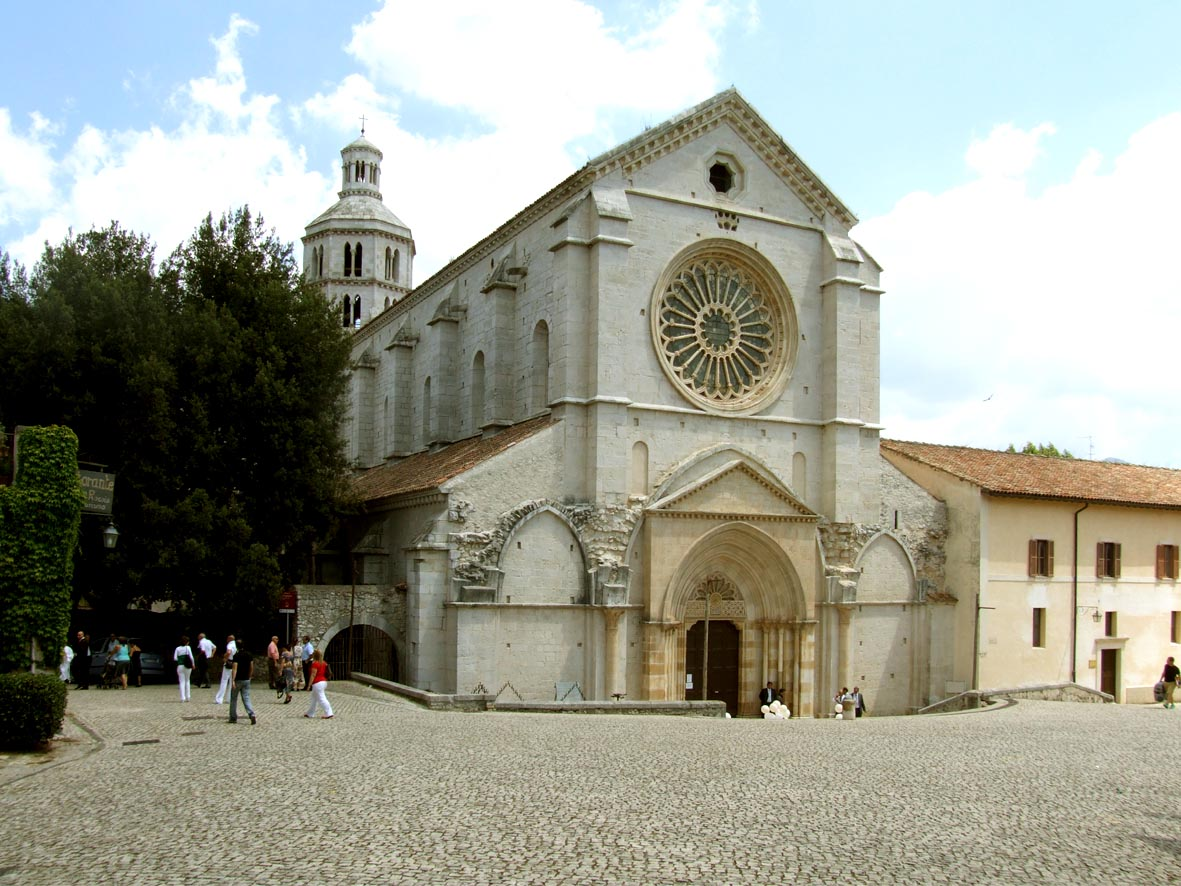
Kloster Fossanova

- An der zentralen Piazza Giovanni XXIII. steht der Palazzo Comunale, das Rathaus aus dem 13. Jahrhundert.
- Daneben erhebt sich der Dom Santa Maria Annunziata am Ende einer großen Freitreppe. Er wurde 1183 von Papst Lucius III. geweiht und im 18. Jahrhundert stark umgestaltet.
- Die Kirche Sant’Antonio Abate am Rande der Altstadt hat ein schönes romanisches Portal
- Die romanische Kirche San Benedetto, am östlichen Rand der Altstadt, war einst der Dom von Priverno. Sie ist mit zahlreichen Fresken ausgestattet, die bis ins 9. Jahrhundert zurückgehen.
- Überregional bekanntestes Monument ist die Abtei Fossanova aus dem 9. Jahrhundert, die unterhalb der Altstadt im Tal des Amaseno liegt.
- Zwei Kilometer nördlich der Altstadt liegt das Ausgrabungsgelände des antiken Privernum. Eine Besichtigung ist nur nach Voranmeldung möglich.

### Museen
- Im alten Bischöflichen Palast ist das Archäologische Museum (Museo Archeologico) untergebracht, das vor allem Funde aus Privernum zeigt.
- Das Mittelalterliche Museum (Museo Mediovale) ist in Nebengebäuden der Abtei Fossanova eingerichtet.
- Das Museum der Mathematik (Museo per la Matematica) befindet sich im  Castello di San Martino.

### Kulinarische Spezialitäten
Priverno ist berühmt für seine Artischocken, die frisch oder in Öl eingelegt verkauft werden.

## Söhne und Töchter des Ortes
- Reginald von Piperno (ca. 1230–1290), Dominikaner, engster Vertrauter des Thomas von Aquin[3]
- Antonio Baboccio da Piperno (1351–1435), italienischer Maler
- Angelo Carosi (* 1964), ehemaliger italienischer Hindernis- und Langstreckenläufer